# Petit Beurre
Petit Beurre (фр. petit — маленьке, фр. beurre — вершкове масло) — торгівельна марка затяжного печива, уперше виготовленого французькою компанією «Lefèvre-Utile» з міста Нант 1886 року. Компанія не має ексклюзивного права на назву виробу. В Україні виробляється кондитерською фабрикою «Ярич» у трьох різновидах: класичний, з висівками та з какао, а також фірмою «Grona».
Форма оригінального печива прямокутна, кількість кутів символізує пори року, 52 «зубчики» на сторонах та кутах — кількість тижнів у році, а 24 отвори на поверхні — кількість годин у добі. В українських інтерпретаціях печиво зберегло основні декоративні елементи, проте не дотримано їхньої символічної кількості. Приміром, отворів не 24, а 15 чи 20 залежно від виробника.
Склад класичної версії: борошно пшеничне, цукор, олія пальмова, розпушувачі тіста, молоко сухе, кухонна сіль, емульгатор (концентрат фосфатидний соняшниковий), ванілін, лимонна кислота, агенти для обробки борошна.